# 김영주 (축구인)
김영주(金永珠, 1957년 12월 30일 ~ )는 2002년에 은퇴한 대한민국의 전 축구 심판이다.
그는 1988년에 대한 축구 협회로부터 1급 심판 자격을 취득했으며, 1994년에 국제 축구 연맹으로부터 국제 심판 자격을 취득하였다.
그는 2002년 FIFA 월드컵에서 브라질과 터키의 조별 예선 경기의 주심을 맡았으나 브라질의 루이장 선수의 옷을 잡아당기는 반칙을 저지른 터키의 알파이 외잘란 선수를 퇴장시켜 브라질의 페널티킥을 유도하는 한편 브라질의 히바우두 선수가 범한 시뮬레이션 액션 반칙에 속아 터키의 하칸 윈살을 퇴장시켜 편파 판정 논란에 휩싸이기도 했다.

## 주요 활동 경력
- 1996년 AFC 아시안컵: 시리아와 중화인민공화국, 이라크와 타이의 조별 예선 두 경기, 이란과 쿠웨이트의 3, 4위전 경기
- 1997년 FIFA 세계 청소년 축구 선수권 대회: 아일랜드와 아르헨티나의 준결승전 경기
- 1998년 아프리카 네이션스컵: 카메룬과 기니, 콩고 민주 공화국과 가나의 조별 예선 두 경기
- 1999년 FIFA 컨페더레이션스컵: 멕시코와 이집트, 뉴질랜드와 브라질의 조별 예선 두 경기, 멕시코와 미국의 준결승전 경기
- 2001년 AFC 아시아 최우수 심판상 수상
- 2000년 AFC 아시안컵: 레바논과 이라크, 사우디아라비아와 우즈베키스탄의 조별 예선 두 경기
- 2002년 한국인 최초 월드컵 심판 선정(FIFA)
- 2002년 FIFA 월드컵: 브라질과 터키의 조별 예선 경기